# Iconv
iconv (internationalization conversion) ist ein Computerprogramm und eine standardisierte API, mit der Text zwischen verschiedenen Kodierungen umgewandelt werden können.

## iconv API
Die iconv API ist die Standardschnittstelle zum Konvertieren von Zeichenketten von einer Kodierung in eine andere auf Unix-ähnlichen Systemen. Das Programm iconv erschien um 1990 mit Unix-System Vr4, es ist mittlerweile von der Open Group aufgegriffen und als Standard in den X/Open Portability Guide aufgenommen, und ist damit Teil der Single UNIX Specification (SUS).
Alle neueren Linux-Distributionen sind mit einer Implementierung von iconv() ausgestattet, da iconv inzwischen ein Teil der GNU-C-Bibliothek geworden ist, welche als Basis für aktuelle Linux-Systeme dient. Um die Funktion benutzen zu können, müssen entsprechende Locales für die Library installiert sein. Diese sind als separates Paket erhältlich, das normalerweise glibc-locale genannt wird und auf den meisten Systemen standardmäßig installiert ist.

### Kompatibilität
Unter Windows kann iconv über eine Unix-API Emulation wie Cygwin oder eine Portierung wie bei GnuWin32 verwendet werden.
Iconv gehört bei PHP zu den unterstützten Bibliotheken, die unter Windows als Dynamic Link Library bereitgestellt wird.